# فرانکو سیلوا
فرانکو سیلوا (به ایتالیایی: Franco Silva) (زاده ۱۸ فوریهٔ ۱۹۲۰-درگذشته ۱۰ نوامبر ۱۹۹۵) بازیگر ایتالیایی بود.
از فیلم‌های معروف او می‌توان به بازی در سرسخت و مقتدر و مغول‌ها اشاره کرد.